# 392 av. J.-C.
Cette page concerne l'année 392 av. J.-C. du calendrier julien proleptique.

## Événements
- Février : L'Assemblée des femmes, comédie d’Aristophane, est vraisemblablement représentée aux Lénéennes[1].
- Printemps :
  - nouvelle campagne du Carthaginois Magon en Sicile. Il obtient le ralliement des cités opposées à Denys l'Ancien. Denys fait alliance avec Agyris, le puissant roi sicule d'Agyrium à qui il promet de lui céder des territoires après la guerre. Il évite une bataille rangée et parvient à s'emparer de Solunte. Après la défection de beaucoup de Syracusains, il affranchit et enrôle des esclaves domestiques (il les rendra à leurs maîtres une fois la paix conclue). Magon, qui a des problèmes de ravitaillement, envoie des ambassades à Syracuse pour négocier la paix. Progressivement, Denys parvient à imposer son autorité à l'ensemble de la Sicile sauf la partie occidentale qui reste sous contrôle carthaginois[2]. Une trêve est conclue entre Carthage et Syracuse, qui reprend les clauses de la paix de 405 av. J.-C. (même si les hostilités se poursuivent épisodiquement jusqu'à la mort de Denys l'Ancien en 367 av. J.-C.). Tauroménion (Taormine) et les cités  sicules sont intégrées dans la sphère d’influence de Syracuse. L’influence de Carthage recule en Sicile[2].
  - Négociations de paix à Sparte entre le Spartiate Antalcidas et le satrape Tiribaze (en). Antalcidas fait valoir que Sparte est prête à reconnaître la souveraineté perse sur les cités grecques d’Asie et à accorder l’autonomie à toutes les autres cités grecques. Les ambassadeurs d’Athènes (Epicratès, Andocide, etc.) obtiennent Skyros, Imbros et Lemnos, points stratégiques sur la route du blé et sièges de clérouquies athéniennes. Le projet est rejeté par l’assemblée d’Athènes et par Artaxerxès III qui se méfie de Sparte et remplace Tiribaze par un satrape proathénien, Strouthas (en)[3]. La guerre reprend, principalement en Corinthie.
  - Tiribaze, inquiet de la puissance d’Athènes et après avoir traité avec Antalcidas, fait arrêter Conon venu à la tête de l’ambassade athénienne à Sardes. Libéré un peu plus tard, Conon meurt de maladie à Chypre[3].
- Fin de l’année, Guerre de Corinthe : une nouvelle conférence de paix réunissant à Sparte des envoyés d’Athènes (dont Andocide), de Béotie, de Corinthe et d'Argos échoue. Les Spartiates proposent de reconnaitre le droit des Athéniens à conserver une flotte et leurs murs, ainsi que la possession de diverses îles de l’Égée ; ils reconnaissent la Confédération béotienne (sans Orchomène) et l’indépendance des cités grecques d'Asie mineure mais demandent que la sympolitie[4] entre Corinthe et Argos soit dissoute, ce que ces dernières ne peuvent accepter[3].

- Début du règne d'Achôris, pharaon d'Égypte (fin en 380 av. J.-C.). Il participe à une coalition contre la Perse. Vaincu, il sauve cependant l’Égypte d’une nouvelle invasion[5].

- À Rome, début du consulat de Lucius Valerius Potitus et Marcus Manlius Capitolinus. Dédicace du temple de Junon Regina sur le mont Aventin voué par Camille lors de la guerre de Veiès. Le consul Valerius célèbre son triomphe sur les Èques ; les Romains occupent définitivement le pays d'Èque après une série de campagnes victorieuses de 397 à 392. La maladie des deux consuls les amènent à démissionner et Camille assure l'interrègne. Lucius Valerius Potitus supervise finalement les élections. Un recensement dénombre, selon Pline, 152 580 citoyens[6]. Le territoire de Rome s’étend alors sur 1 500 km²[7].

- Seconde victoire de l'écurie de Kynisca de Sparte aux  Jeux Olympiques dans la course de chars[8].

## Décès
- Mozi, philosophe et logicien chinois.
- Psammouthis.